# Bogdan Choczewski
Bogdan  Adam  Choczewski (ur. 12 lipca 1935 w Rdziostowie, zm. 18 września 2011 w Krakowie) – polski matematyk o specjalności analiza matematyczna, równania funkcyjne, profesor Akademii Górniczo-Hutniczej w Krakowie.

## Życiorys
Studia ukończył w 1956 na Uniwersytecie Jagiellońskim. W 1962 obronił doktorat (jego promotorem był Mirosław Krzyżański), a w 1970 uzyskał habilitację. Tytuł profesorski otrzymał w 1977. Pracę rozpoczął w 1956 na Politechnice Śląskiej, w 1962 przenosząc się na AGH, gdzie pracował do przejścia na emeryturę w 2005. W latach 1981-2000 zatrudniony był także na obecnym Uniwersytecie Komisji Edukacji Narodowej w Krakowie.
Wypromował 8 doktorów.
Za swoją pracę odznaczony został Krzyżem Kawalerskim Orderu Odrodzenia Polski, Srebrnym Krzyżem Zasługi oraz Medalem Komisji Edukacji Narodowej. Pochowany w grobowcu rodzinnym na Cmentarzu Salwatorskim w Krakowie.